# Koloryści niemieccy
Koloryści niemieccy – termin, którym badacz muzyki organowej August Gottfried Ritter w swoim opracowaniu Zur Geschichte des Orgelspiels z 1884 określił grupę niemieckich twórców muzyki organowej z 2. połowy XVI i początku XVII wieku. Wyróżnikiem ich transkrypcji polifonicznych utworów wokalnych (głównie motetów i chanson) na organy były obficie stosowane ozdobniki (m.in. biegniki i pasaże).
Do kolorystów zaliczają się m.in. Elias Ammerbach (ok. 1530–1597), Bernhard Schmidt starszy (1520–1592), Jacob Paix (1556–1617), Bernhard Schmidt młodszy (2. poł. XVI wieku), Johann Woltz (1. poł. XVII wieku) oraz Dietrich Buxtehude (ok. 1637–1707).
Ritter użył terminu „koloryści” w sposób pogardliwy, krytykując zdecydowanie nadmierne i pozbawione gustu, jego zdaniem, wykorzystanie ozdobników. Podobną opinię miał włoski teoretyk muzyki Giovanni Battista Doni.
Początki stylu kompozytorskiego kolorystów widoczne są już na początku XVI wieku, w muzyce organowej (np. u Leonharda Klebera, Hansa Kottera i Paula Hofhaimera), lutniowej (np. u Hansa Neusiedlera i Melchiora Neusidlera) i wirginałowej (wirginaliści angielscy), ale to koloryści doprowadzili tę sztukę do „nużącej skrajności”.

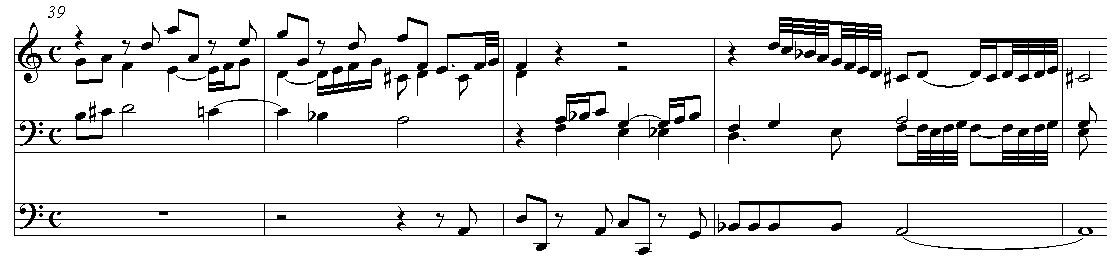
Fragment współczesnej transkrypcji tabulatury organowej Dietricha Buxtehudego z widocznymi licznymi ozdobnikami